# کلهلی تپه
کلهلی تپه مربوط به هزاره اول قبل از میلاد - دوره اشکانیان و دوره ساسانیان است و در شهرستان میانه، بخش مرکزی، دهستان اوچ تپه غربی، ۲۰۰ متری شرق روستای سیدلر واقع شده و این اثر در تاریخ ۲۷ آبان ۱۳۸۶ با شمارهٔ ثبت ۲۰۲۱۵ به‌عنوان یکی از آثار ملی ایران به ثبت رسیده است.